# دبی دانینگ
دِبی دانینگ (انگلیسی: Debbe Dunning؛ زادهٔ ۱۱ ژوئیهٔ ۱۹۶۶) یک مانکن و هنرپیشه اهل ایالات متحده آمریکا است. وی از سال ۱۹۸۸ میلادی تاکنون مشغول فعالیت بوده‌است.

## گزیدهٔ آثار

### تلویزیون
- بی‌واچ (۱۹۹۵)
- متأهل... دارای بچه (۱۹۹۱–۱۹۹۰)
- خیال باطل (۱۹۹۰)